# Impôt par tête
Un impôt par tête, ou « impôt personnel au sens strict », est un impôt dont le montant est identique pour toutes les personnes. Il ne repose pas sur les biens ou sur les revenus, il est dû à raison de l'existence de la personne. Le terme seul impôt personnel est employé pour désigner des impôts personnalisés par opposition à un « impôt réel ».
On emploie parfois le terme de capitation, terme cependant réservé en général à un impôt français de l'Ancien Régime, identique au sein d’une catégorie d'individus (il existait plusieurs catégories).
Les impôts par tête ont joué un grand rôle dans le financement des gouvernements jusqu'au XIXe siècle, et ils ont été progressivement remplacés par des impôts personnalisés. 

## Judaïsme
Dans le judaïsme antique, chaque homme juif de vingt ans et plus, à l'exception des esclaves, devait verser au Temple de Jérusalem une redevance annuelle d'un demi-sicle d'argent, équivalant à deux drachmes dans le judaïsme hellénistique. Après la destruction du Second Temple lors de la prise de Jérusalem par l'armée romaine en 70, l'empereur Vespasien transforme cette redevance en une taxe que les juifs doivent verser au culte romain de Jupiter Capitolin.

## France
En France, l'impôt par tête a été un objet de controverse aux XVIIIe et XIXe siècles. Selon Montesquieu : « L'impôt par tête est plus naturel à la servitude ; l'impôt sur les marchandises est plus naturel à la liberté parce qu'il se rapporte d'une manière moins directe à la personne ». Le terme est rarement employé, essentiellement pour parler de la capitation d'Ancien Régime.

## Russie

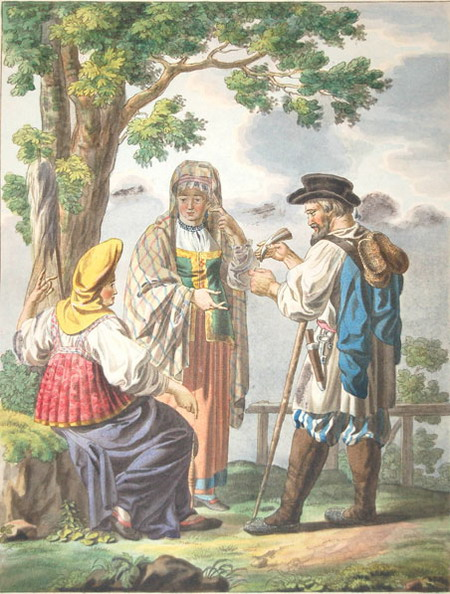
Paysans russes, image de l'album Les peuples de la Russie par Emelian Korneïev, 1812.

En Russie, un impôt par tête ou « impôt par âme » (en russe : Поду́шная подать, podouchnaïa podat') est instauré par Pierre le Grand en 1718. La taxe est collectée par le Collège de la Guerre auprès des grands propriétaires en fonction du nombre de paysans mâles adultes, souvent des serfs, qui vivent sur leurs domaines, à charge pour eux de prélever le montant ou équivalent auprès des collectivités rurales. Cette innovation suscite l'inquiétude des paysans au point que beaucoup préfèrent fuir leur terre. La taxe est fixée à un montant assez bas, 70 kopecks par tête pour les paysans et 80 kopecks pour les citadins ; elle n'est relevée qu'en 1794, atteignant 1 rouble pour les paysans et 1 rouble 80 kopecks pour les citadins. En 1825, elle est fixée à 3 roubles 30 kopecks mais ne représente plus alors qu'une part secondaire des recettes fiscales.
L'« impôt par âme » a été souvent cité dans la critique de la Russie par les Occidentaux qui y voient une marque de despotisme. Un de ses défauts est son manque de souplesse : son montant est établi à chaque recensement, donc à des intervalles assez longs puisqu'il n'y en a que 5 entre 1719 et 1795, et s'adapte peu aux variations de la population et des ressources. Dès 1723, il doit être complété par un autre impôt, l'obrok.
Cet impôt donne lieu à une escroquerie qui a été pratiquée dans l'Empire russe : il était possible d'acheter des « âmes mortes », c'est-à-dire des serfs morts entre deux recensements, que leurs propriétaires vendaient à bas prix pour se décharger de l'impôt. L'escroc pouvait alors établir cette main-d'œuvre fictive sur des terres vacantes et en tirer une forte  somme auprès du Crédit foncier. Cette pratique illicite est le ressort du roman Les Âmes mortes de Nicolas Gogol (1842).

## Community Charge au Royaume-Uni dans les années 1990
Au Royaume-Uni, le gouvernement du Premier ministre Margaret Thatcher, institua un impôt personnel, dénommé Community Charge, vers 1990 en remplacement des impôts locaux existants. Le but était de rendre lisible pour les citoyens les montants prélevés par les autorités locales.
Il fut mis à l'essai préalablement en Écosse, avant d'être étendu à l'ensemble du Royaume-uni, hors Irlande du Nord. Ceci fut alors été perçu par les Écossais comme une discrimination fiscale, portant atteinte à l'Acte d'Union (1707) entre Angleterre et Écosse.
Cet impôt à montant unique s'imposait à chaque adulte, le montant par tête étant fixé par les autorités locales. Une réduction de 80 % était prévue pour les retraités et les chômeurs. Cet impôt jugé profondément impopulaire fut aboli après quelques années, en 1993 et remplacé par un système proche de celui qui était initialement en place : en effet, les autorités publiques locales ayant augmenté le niveau d'imposition, cette forme d'impôt[Lequel ?] toucha durement la classe moyenne et les plus modestes.
Selon Murray Rothbard : « Les administrations locales augmentèrent généralement leurs dépenses et leurs impôts, l'impôt par tête plus élevé frappant durement les pauvres et la classe moyenne, et firent en réalité porter la responsabilité de l'élévation des impôts au régime de Thatcher. » (« The local governments generally increased their spending and taxes, the higher equal tax biting fiercely upon the poor and middleclass, and then effectively placed the blame for the higher taxes upon the Thatcher regime. »).